# Sranan tongo
Sranan tongo er et kreolsprog som tales i Surinam.
Det fungerer som et fællessprog for landets mange sprogsamfund som bl.a. omfatter engelsk, hollandsk, javanesisk, en lokal variant af hindi og flere indianske sprog. Omkring 100.000 mennesker har det som modersmål.
Sranan tongo er en blanding af hollandsk, engelsk, portugisisk og central- og vestafrikanske sprog. Det er et typisk kreolsprog uden bøjninger og med et enkelt ordforråd.
| Sprog | Spire Denne artikel om sprog er en spire som bør udbygges. Du er velkommen til at hjælpe Wikipedia ved at udvide den. |